# Comic Sans MS

Vergleich Comic Sans mit Comic Neue (2014 als Alternative vorgestellt), Candara (ebenfalls als „informell“ eingestuft), Trebuchet MS (einer anderen Windows-Standardschrift des Schriftdesigners von Comic Sans), Andika (einer auf Leserlichkeit optimierten Schrift) und Komika Text (einer tatsächlich zur Verwendung in Comics gestalteten Schriftart)

Comic Sans MS ist eine handschriftähnliche Grotesk-Schriftart.

## Geschichte
Vincent „Vinnie“ Connare entwickelte die Schriftart 1994 während seiner Tätigkeit für Microsoft und basiert auf Buchstaben aus Comics wie Batman – Die Rückkehr des Dunklen Ritters. Ursprünglich sollte sie in den zur Benutzerführung verwendeten Sprechblasen von Microsoft Bob eingesetzt werden. Nach Fertigstellung stellte sich allerdings heraus, dass damit Texte nicht in die Sprechblasen passten; deshalb wurde die Schriftart dafür nicht verwendet. Ihren ersten Einsatz hatte sie erst 1995 im 3D Movie Maker. Seit ihrer Auslieferung entgegen dem Willen von Connare mit dem Plus!-Paket von Windows 95 gehört Comic Sans MS zu den Standardschriftarten des Microsoft-Betriebssystems. Die Schrift ist als Teil der sogenannten core fonts (Kernschriftarten) auch kostenlos für andere Systeme lizenziert. Seitdem hat sie sich zu einer der bekanntesten Schriftarten für Windows und Mac OS entwickelt. Die Schrift erfüllt zu großen Teilen die Anforderungen an eine Schrift für legasthene Menschen.
Kanada gab zum Nationalfeiertag 2004 eine 25-Cent-Gedenkmünze heraus, die Comic Sans MS als Schriftart verwendete, um den „spielerischen Humor, der allen Kanadiern gemein ist“, widerzuspiegeln.
Mit Microsoft Windows 8 wurde 2014 zum ersten Mal eine kursive Version der Schriftart bereitgestellt, die standardmäßig installiert ist.

## Kritik
Comic Sans MS ist unter Designern aufgrund ihrer häufigen Verwendung im nicht-professionellen Bereich verpönt. Da sie auf den meisten Rechnern vorinstalliert ist, werde sie oft unüberlegt und unsachgemäß eingesetzt, beispielsweise in übermäßiger Schriftgröße oder als Brotschrift längerer Texte geschäftlichen Inhalts. Im Internet finden sich sogar Hass-Seiten gegen die Schriftart.

## Sonstiges
- Im April 2014 wurde ein Crowdfunding-Projekt auf der Plattform Kickstarter gestartet, um eine modernisierte Version von Comic Sans zu erstellen. Comic Neue ist unter der SIL Open Font License lizenziert und somit kostenlos.[10][11]
- Das OpenBSD-Projekt verwendet für die meisten seiner Präsentationen sowie in der Webserversoftware httpd gezielt die Schriftart Comic Sans, um darauf hinzuweisen, dass vielen Menschen das Äußerliche wichtiger zu sein scheint als das Technische.[12]

## Trivia

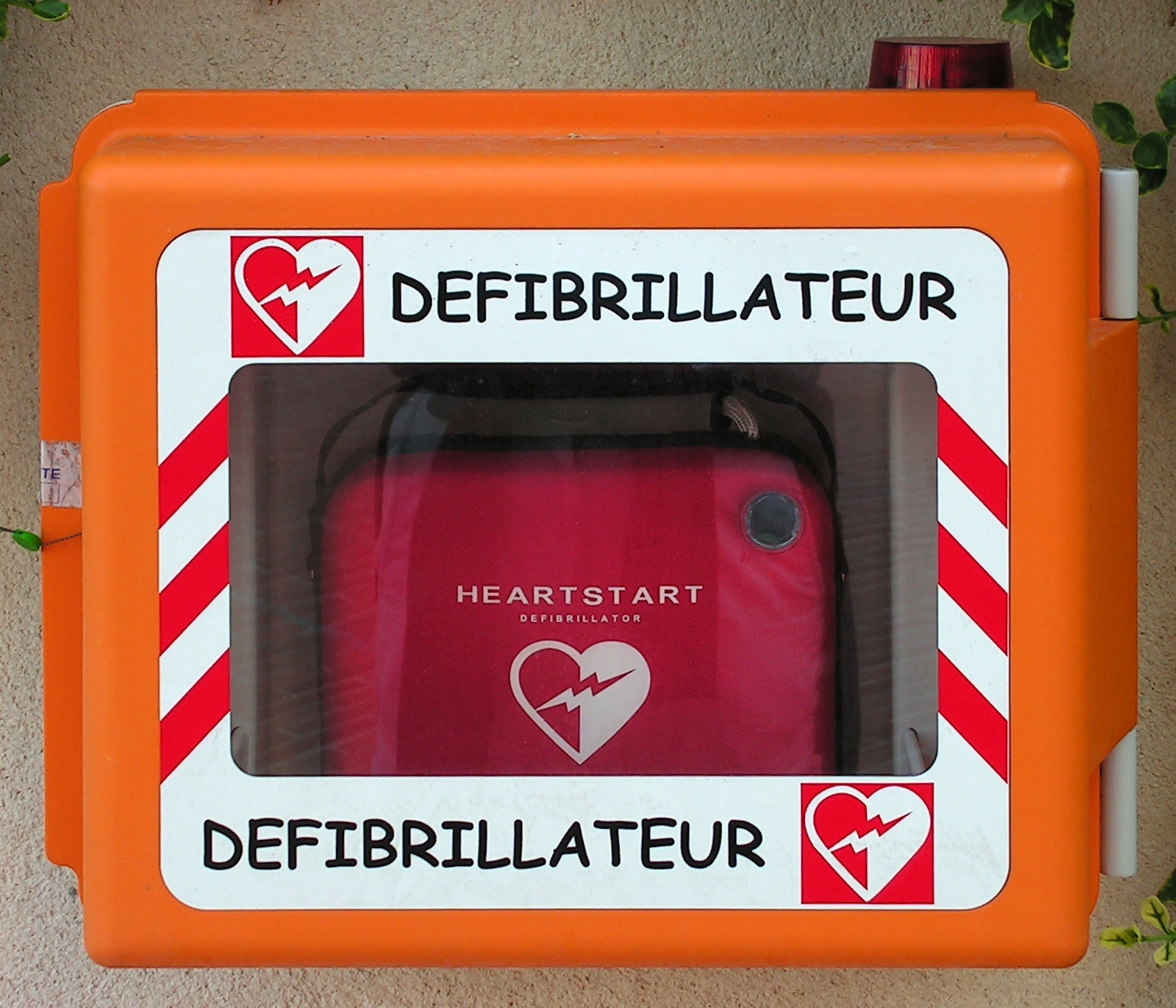
Mit Comic Sans beschriftetes Defibrillator-Behältnis in Monaco, 2006

- Die Suchmaschine Google gab ihre Ergebnisse für die Suchbegriffe Comic Sans und Helvetica am 1. April 2011 als Aprilscherz in Comic Sans MS aus.[13][14] Auch danach wird das Ergebnis der konkreten Google-Suche nach „comic sans“ in Comic Sans ausgegeben.
- Die Entdeckung des Higgs-Bosons am Schweizer Forschungszentrum CERN wurde im Juli 2012 von Fabiola Gianotti mit einer Präsentation bekanntgemacht, in der die Schriftart Comic Sans MS verwendet wurde. In der Folge wurde die Frage aufgeworfen, ob eine „seriösere“ oder „ernsthaftere“ Schriftart bei dem Anlass angemessener gewesen wäre.[15][16]
- Am 1. April 2014 stellte das CERN für einen Tag seinen öffentlichen Webauftritt als Aprilscherz auf Comic Sans MS um und begründete dies damit, dass der Erfolg von Fabiola Gianottis Higgspräsentation zu großem Teil durch die Wahl der Schriftart zustande kam.[17]
- Das Internet-Phänomen Doge verwendet Comic Sans MS als Schriftart.[18]
- Zur Erinnerung an den Todesfall Eric Garner trug Chicago-Bulls-Spieler Derrick Rose im Dezember 2014 zum Aufwärmen ein T-Shirt mit der Aufschrift „I Can’t Breathe“ in Comic Sans MS.[19][20]
- Im Computerspiel Undertale benutzt die Spielfigur „Sans“ in ihren Textboxen Comic Sans MS als Schriftart, woher sich auch ihr Name ableitet.